# برینک (ویرجینیای غربی)
برینک (به انگلیسی: Brink) یک منطقهٔ مسکونی در ایالات متحده آمریکا است که در ویرجینیای غربی واقع شده‌است. برینک ۴۳۰٫۰۸ متر بالاتر از سطح دریا واقع شده‌است.